# Kavčičeva ulica, Ljubljana
Kavčičeva ulica je ena izmed ulic v Ljubljani.

## Zgodovina
Leta 1911 so v Mostah poimenovali novo ulico kot Ljubljanska ulica. Leta 1939 so ulico še podaljšali.
8. aprila 1952 je Mestni ljudski odbor Ljubljana Ljubljansko ulico preimenoval v Kavčičevo ulico, po narodnem heroju Ivanu Kavčiču-Nandeju.

## Urbanizem
Ulica poteka od križišča s Kolinsko ulico in Ob Zeleni jami do križišča s Kajuhovo ulico.
Na ulico se (od vzhoda proti zahodu) povezujejo: Rožičeva, Bavdkova, Pokopališka, Flajšmanova, Zvezna, Poljedelska in Središka ulica.
En slepi krak ulice poteka vzporedno s Kajuhovo in se nato obrne pravokotno proti zahodu.

## Javni potniški promet
Po Kavčičevi ulici poteka trasa mestne avtobusne linije št. 2. Na ulici sta dve postajališči mestnega potniškega prometa.

### Postajališči MPP
| postajališče     | št. linije |
| ---------------- | ---------- |
| 203051 Kavčičeva | 2          |
| 203021 Rožičeva  | 2          |

| postajališče     | št. linije |
| ---------------- | ---------- |
| 203022 Rožičeva  | 2          |
| 203052 Kavčičeva | 2          |